# رود آرائوکا
رود آرائوکا رودی است که به رود اورینوکو می‌ریزد. این رود از کشورهای ونزوئلا و کلمبیا می‌گذرد. طول آن ۱٬۰۵۰ کیلومتر (۶۵۰ مایل) است.